# Топи Јакола
Топи Јакола (фин. Topi Jaakola — Оулу, 15. новембар 1983) професионални је фински хокејаш на леду који игра на позицијама одбрамбеног играча. 
Члан је сениорске репрезентације Финске за коју је на међународној сцени дебитовао на светском првенству 2009. године. Две године касније, на СП 2011. са Финском је освојио титилу светског првака. 
Највећи део професионалне каријере провео је у редовима Оулун Керпета са којим је освојио четири титуле првака Финске (у сезонама 2003/04, 2004/05, 2006/07. и 2007/08). Током каријере играо је још и за шведске Седертеље и Лулео, руски Амур и чешки Лев, док од 2014. игра за Јокерит из Хелсинкија у КХЛ лиги.
Учествовао је на улазном драфту НХЛ лиге 2002. где га је као 134. пика у петој рунди одабрала екипа Флорида пантерса. Међутим никада није заиграо у НХЛ лиги.